# Марк Дејвид Чапман
Марк Дејвид Чапман (енгл. Mark David Chapman; рођен 10. мајa 1955. у Форт Ворту, Тексас, САД) је убица певача Џона Ленона. Чапман је пуцао четири пута Ленону у леђа, изван апартмана Дакота, у присуству жртвине жене Јоко Оно и других.
Издржава доживотну казну са могућношћу помиловања након 20 година у затвору Атика, јер је његова жалба за условном казном одбијена девет пута.

## Детињство и младост
Марк Дејвид Чапман је рођен у Форт Ворту, Тексас, као прво дете медицинске сестре Кетрин Елизабет Пис и Дејвида Чапмана, војника Ваздухопловства САД. Његова сестра Сузан је рођена седам година касније. Говорио је да живи у страху од оца који је физички злостављао њега и мајку.
Похађао је гимназију Колумбија у граду Декатур, у савезној држави Џорџија. Када је имао 14 година почео је да се дрогира, изостаје са часова, а једном је побегао од куће и живео на улици две недеље. Изјавио је да је био злостављан јер није био добар спортиста. Његов омиљени бенд су били Битлси. Узимао је марихуану, ЛСД, хероин, мескалин и барбитурате. Када је Џон Ленон 1966. изјавио „Популарнији смо сада него Исус.“ Чапман се смејао због тога са својим пријатељима.
Пријатељ му је препоручио књигу Ловац у житу, и прича је имала велики утицај на њега, у тој мери да је наводно желео да живи као и главни лик Холден Колфилд.